# كيم ليم
كيم ليم (بالإنجليزية: Kim Lim) هي نحّاتة وفنانة سنغافورية، ولدت في 1937 في سنغافورة، وتوفيت في 23 أكتوبر 1997 في لندن في المملكة المتحدة.